# Gottfried Friedrich Raiffeisen
Gottfried Friedrich Raiffeisen (* 7. Februar 1782 in Mittelfischach; † 16. Januar 1849 in Hamm an der Sieg) war Bürgermeister der Bürgermeisterei Hamm und Vater von Friedrich Wilhelm Raiffeisen.

## Leben
Gottfried Friedrich Raiffeisen wurde als einer von drei Söhnen von Johann Karl Ludwig Raiffeisen (* 15. Dezember 1749; † 8. Februar 1814) und dessen Frau Juliane Sybilla (geb. Velel; * 12. Februar 1755; † 17. Oktober 1820) in Mittelfischach geboren. Sein Vater war der erste Akademiker in der Familie der Raiffeisens und an seinem Geburtsort evangelischer Pfarrer. Seine Brüder studierten Medizin beziehungsweise Theologie. Er selbst absolvierte eine landwirtschaftliche und kaufmännische Ausbildung im Dienst des Fürsten Hohenlohe-Waldenburg.
Am 12. Januar 1806 heiratete er in Hamm Amalie Susanne Maria Lanzendörffer, die Tochter des dortigen Bürgermeisters. Er betätigte sich dort mit einer kleinen Landwirtschaft und als Kaufmann. Als es 1816 von der preußischen Verwaltung zu einer Neuordnung der Bürgermeistereien kam, wurde Gottfried Friedrich der Regierung vom zuständigen Landrat im Kreis Altenkirchen als besonders geeignet für die Stelle des Bürgermeisters des Bezirks mit dreizehn Dörfern empfohlen. Seit der Beförderung seines Vorgängers habe er schon vertretungsweise die Aufgaben erledigt, habe anderen schon länger bei Steuerangelegenheiten geholfen, habe einen guten Ruf und in der vergangenen Zeit die Aufgaben pünktlich und ordentlich erledigt. Zum 4. Januar 1817 wurde er als Bürgermeister ernannt.
Schon kurze Zeit später kamen Beschwerden und Anzeigen, dass er Antragsteller schlecht behandle, beschimpfe und ohne sich um ihr Anliegen zu kümmern, wieder fortschicke. Einen Mann ließ er grundlos verhaften und ins Gefängnis nach Altenkirchen schaffen. Nach einem Verweis zog er in sein „Gartenhäusle“ und kam mit einem Bekannten zum Haus zurück, um Dinge des täglichen Bedarfs abzuholen. Als man ihn nicht einließ, begann er Scheiben einzuwerfen, bis ihn Nachbarn daran hinderten. Die Ortsschöffen stellten fest, dass sich die Akten in größter Unordnung befanden und fast nichts erledigt wurde. Obwohl der Bürgermeister danach sagte, nie wieder etwas zu tun, setzte das Landratsamt ihn nicht ab.
Entlassen wurde er Ende des Jahres 1819 erst, nachdem festgestellt worden war, dass er 26 Taler und 8 Groschen aus der gemeindlichen Armenkasse entwendet hatte. Er wurde zur Rückzahlung verpflichtet, aber man sah von einer weiteren Verfolgung des Vergehens ab, da er an „Verstandes Schwäche“ leide. Die immer noch verbliebenen Zahlungsrückstände wurden ihm 1841 erlassen. Über sein weiteres Leben bis zu seinem Tod „an der Abzehrung“ gibt es keinerlei Informationen.

## Kontroversen um sein Todesjahr und Bedeutung für Friedrich Wilhelm Raiffeisen
Im Kirchenbuch von Hamm an der Sieg ist sein Tod am 16. Januar 1848 angegeben. Dies war lange strittig, da Martin Faßbender, früherer Mitarbeiter und späterer erster Biograf von F. W. Raiffeisen, dies 1902 in der Biografie das Todesjahr von Gottfried Friedrich Raiffeisen auf 1821 datiert hatte. In der zweiten wichtigen Biografie zu Raiffeisen, 1919 verfasst von Willy Krebs, war das Todesjahr mit 1822 angegeben worden. Man versuchte damit, das wenig vorbildliche Leben des Vaters wohl zu vertuschen. Fritz H. Lamparter schrieb 1985, dass er die letzten Jahre krankheitsbedingt in einem Kloster lebte, wozu es ebenfalls keine Belege gibt.
Michael Klein ist sich sicher, dass Gottfried Friedrich Raiffeisen keineswegs unzurechnungsfähig war. Er vermutet schubweise auftretende Depressionen bei ihm und dass er sich als Vater wahrscheinlich kaum um die Erziehung der Kinder kümmern konnte. Von daher sieht er eine Prägung von F. W. Raiffeisen durch die persönliche Katastrophe des Vaters. Ingrid Keetman glaubt sogar, dass es das abschreckende Beispiel des Vaters war, das F. W. Raiffeisen motivierte, nie zu resignieren und die Bevölkerung von der Hilfe zur Selbsthilfe zu überzeugen.